# Center Junction
Center Junction è un villaggio non incorporato (ex city) degli Stati Uniti d'America, situato nello stato dell'Iowa, nella contea di Jones con una popolazione di 111 abitanti (2010).